# Boiorix

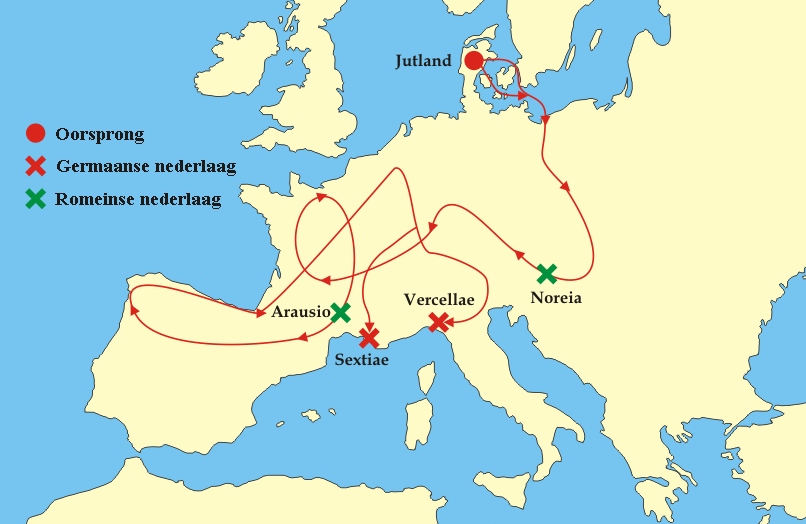
Volksverhuizing van de Cimbren en de Teutonen

Boiorix was een stamhertog (koning) van de Cimbren, een Germaanse stam die oorspronkelijk uit Jutland (Denemarken) stamde. In de tweede helft van de tweede eeuw voor Christus trok een groot aantal van de Cimbren vanuit hun thuisland naar het zuiden, op zoek naar een nieuwe vestigingsplaats.
Boiorix leefde in de 2e eeuw voor Christus. Zijn bekendste daad was een spectaculaire overwinning op de Romeinen in de Slag bij Arausio in 105 B.C. In die slag voerde hij ruim 200.000 Germanen, waaronder de Teutonen en de Ambronen en zijn eigen Cimbren aan. Daarna leidde hij zijn stam via noordwest Spanje naar het midden van Frankrijk. Na die omzwervingen kwam hij uiteindelijk in Zuid-Frankrijk aan, alwaar hij in de Slag bij Vercellae door de Romeinen werd verslagen.